# Parc du rocher d'Ursin
Le parc du rocher d'Ursin (finnois : Ursinin kallio) est un parc de 5,14 hectares du quartier de Eira à Helsinki en Finlande.

## Présentation
Le parc porte le nom de Nils Abraham af Ursin (fi).
Un chemin le relie au parc de Sainte-Brigitte. 
Le Monument aux marins et à ceux qui sont morts en mer, haut de 12 mètres, est érigé dans le parc.
Le terrain de skate et le terrain de jeu du parc ont un mur d'assise courbé derrière lequel ont a planté des lilas. À l'extrémité ouest du parc se trouvent des terrains de basket-ball.